# Colom bronzat elegant
El colom bronzat elegant (Phaps elegans) és una espècie d'ocell de la família dels colúmbids (Columbidae) que habita garrigues i sotabosc del sud-oest, sud, sud-est i est d'Austràlia, i Tasmània.

## Descripció
El colom bronzat elegant és similar en mida i forma al colom bronzat (P. chalcoptera), amb el que està estretament relacionat, però és més curt i robust en aparença.
Aquests ocells són relativament petits i mesuren entre 25 i 33 cm. El dimorfisme sexual és evident en aquests ocells. Tots dos sexes són de color marró oliva fosc a la part superior, de color castany intens al llarg del clatell i el dors amb parts inferiors blau-grises. El colom bronzat elegant rep el nom comú per les franges iridescents blau i verdes a través de les plomes secundàries internes de cada ala.

## Distribució i hàbitat
El colom bronzat elegant és endèmic d'Austràlia, es troba al sud-oest i sud-est del continent amb poblacions a Queensland, Nova Gal·les del Sud, Victòria, Austràlia Meridional, Austràlia Occidental i també Tasmània. La subespècie P. elegans occidentalis es troba en una zona geogràficament diferent, al sud-oest de Austràlia Occidental.
Aquesta espècie prefereix brugueres costaneres denses, boscos escleròfils humits o secs i algunes zones d'eucaliptus tipus mallee. Els hàbitats amb capes arbustives denses i fullatge, incloent-hi espècies autòctones com banksia, acacia, melaleuca o leptospermum, permeten a aquests ocells cautelosos trobar refugi.

## Comportament

### Alimentació
Aquest ocell s'alimenta de llavors, baies i petits insectes; busca aliment principalment a terra. Com la majoria dels granívors, el colom bronzat elegant s'empassa petits trossos de sorra i còdols per ajudar a moldre les llavors dins del pedrer. Els moviments locals són probablement una resposta a la disponibilitat d'aliment i hàbitat. A diferència del colom bronzat, l'alimentació no la fa en petits estols sinó que generalment amb ocells que busquen aliment sols o en parelles. També de manera similar, beu a l'alba o al capvespre, acostant-se als abeuradors amb cautela després d'aterrar a poca distància.

### Reproducció
El colom bronzat elegant realitza una exhibició de reproducció similar al colom bronzat, que inclou una exhibició de festeig amb reverències i un anunci vocal d'un crit baix i repetit de "huup" o "wuu". La reproducció té lloc principalment entre setembre i gener, però s'ha observat la incubació d'ous i cries durant tot l'any. Les cries són semialtricials i nidícoles, i requereixen calor, aliment i un alt nivell de cura parental. La posta sol consistir en dos ous, que s'incubaran durant aproximadament disset dies i emplomaran després de 16-20 dies. Les parelles adultes reprendran la reproducció 3-4 setmanes després que els pollets s'independitzin.
A causa de la naturalesa tímida i cautelosa d'aquests ocells, fugen dels nius quan percebin una amenaça potencial. Això pot ser la causa del baix èxit de nidificació (~10%) que tenen, de fet, un estudi va trobar que set cries van néixer de vint-i-nou ous de quinze nius, dels quals només tres van sobreviure.

### Migració
Els ocells tendeixen a residir dins dels hàbitats locals, sense recuperacions d'anellament a llarga distància ni migracions a gran escala aparents. En un estudi del 1967, es va recuperar un ocell a només 25 km del lloc d'anellament inicial. Aquests ocells rarament es veuen en formació d'estols, preferint moure's sols, en parelles o en petits grups familiars; l'estol més gran registrat va ser un grup de vuit ocells.

## Amenaces i conservació
El colom bronzat elegant està catalogat com una espècie de risc mínim a la Llista Vermella de la UICN i considerada per BirdLife Austràlia que té poblacions segures a tots els estats on es troba.
Com moltes altres espècies d'ocells que habiten a terra, el colom bronzat elegant està amenaçat per depredadors introduïts com ara felins i guineus. Com diverses altres espècies, sembla que té una toxicitat augmentada per als depredadors mamífers no autòctons a causa de la ingesta de plantes de gastrolobium, cosa que pot contribuir al manteniment de la biodiversitat al sud-oest d'Austràlia Occidental.

## Taxonomia
El colom bronzat elegant va ser descrit per primera vegada per Coenraad Temminck el 1809.
Es reconeixen dues subespècies:
- P. e. occidentalis (Schodde, 1989) - sud-oest d'Austràlia (de Dongara a Point Culver).
- P. e. elegans (Temminck, 1809) - sud-est de Queensland fins al centre-sud d'Austràlia, inclosa Tasmània.